# Australoodera
Australoodera is een geslacht van vliesvleugeligen uit de familie Eupelmidae. De wetenschappelijke naam van dit geslacht is voor het eerst geldig gepubliceerd in 1922 door Girault.

## Soorten
Het geslacht Australoodera omvat de volgende soorten:
- Australoodera albolata Gibson, 2004
- Australoodera bicinctipilum (Girault, 1923)
- Australoodera narendrani Gibson, 2004
- Australoodera varicornis Girault, 1922